# فی بینتر
فای باینتر (انگلیسی: Fay Okell Bainter؛ ۷ دسامبر ۱۸۹۳ – ۱۶ آوریل ۱۹۶۸) هنرپیشه فیلم و تئاتر اهل ایالات متحده آمریکا بود. وی بین سال‌های ۱۹۱۰ تا ۱۹۶۱ میلادی فعالیت می‌کرد.

## جوایز و افتخارات
وی برنده جایزه اسکار بهترین بازیگر نقش مکمل زن در سال ۱۹۳۸ بخاطر بازی در فیلم جزبل شد.
- ستاره پیاده‌رو شهرت هالیوود در ۷۰۲۱ "بولوار هالیوود"

## فیلمشناسی
از فیلم‌هایی که وی در آن نقش داشته است می‌توان به ساعت بچه‌ها، جزبل، زن سال، شهر ما و زندگی پنهان والتر میتی اشاره کرد.

## مرگ
باینتر  در گورستان ملی آرلینگتون به خاک سپرده شد.